# Garsa oriental
La garsa oriental (Pica serica) és un ocell de la família dels còrvids (Corvidae).

## Hàbitat i distribució
Habita boscos clars, matolls i sabanes de l'Àsia Oriental, des del sud-est de Rússia i Myanmar fins l'est de la Xina, Corea, Taiwan i nord d'Indoxina.

## Taxonomia
Tradicionalment considerada coespecífica amb la garsa eurasiàtica (Pica pica), va ser considerada una espècie de ple dret arran els treballs de Lee et al. 2003.